# La Puerta (paroisse civile)
Pour les articles homonymes, voir Puerta.
La Puerta est l'une des six paroisses civiles de la municipalité de Valera dans l'État de Trujillo au Venezuela. Sa capitale est La Puerta.